# Hadiyya jezik
Hadiyya jezik (adea, adiya, adiye, hadia, hadiya, hadya; ISO 639-3: hdy) afrazijski jezik brdske istočnokušitske podskupine, kojim govori 924 000 ljudi (1994 popis) poglavito između rijeka Omo i Billate, blizu grada Hosaina, Etiopija.
U upotrebi je i amharski [amh], ali se njime služi i preko 150 000 ljudi kao drugim jezikom. Piše se etiopskim pismom: Dijalekti su mu leemo i soro.

## Vanjske poveznice
- Ethnologue (14th)
- Ethnologue (15th)